# Николас ван Вейк
Николас ван Вейк (на нидерландски: Nicolaas van Wijk) е нидерландски езиковед, основоположник на славистиката в Нидерландия.

## Биография
Роден е на 4 октомври 1880 г. Следва езикознание в Амстердам, след това в Лайпциг (при Август Лескин и Август Вайганд) и в Москва. През 1902 г. защитава докторска дисертация областта на индоевропеистиката. Запознава се със старобългарски, руски, полски и литовски език. След това работи в областта на етимологията и диалектологията на нидерландския език.
Завежда катедрата по славистика в Лайденския университет, Нидерландия. От 1913 г. е професор по балто-славянско езикознание.
От края на април до началото на юли 1914 г. предприема голяма обиколка в Източна Европа, за да се запознае със своите си колеги и да купи книги за университетската библиотека. Маршрутът му е Лайпциг – Прага – Варшава – Санкт-Петербург – Москва – Харков – Киев – Лвов – Букурещ – София – Белград – Загреб – Любляна – Грац – Виена – Краков. В София остава за четири дни в началото на юни, където пътува заедно с Александър Дорич и се среща със Стоян Романски, Любомир Милетич, Беньо Цонев и Стефан Младенов. След завръщането си в Лайден публикува обстоен рапорт за пътуването си. През 1915 г. в годишника Onze eeuw („Наш век“) публикува отделен пътепис, посветен на пребиваването си в България.
В периода 1929 – 1930 г. е Rector magnificus на Лайденския университет. Умира на 25 март 1942 г.